# Provincia Libre de Shinmin
La Provincia Libre de Shinmin (en hangul, 신민부; en hanja, 新民 府; romanización revisada, Sinminbu; McCune-Reischauer, Sinminbu) fue un territorio organizado por anarquistas coreanos, con administración política, economía y ejército de milicias propio, según el modelo libertario en la región chino-coreana de Shinmin.
Este, que fue el evento máximo del anarquismo coreano se dio al finalizar 1929 fuera de las fronteras reales del país, en Manchuria. Más de dos millones de inmigrantes coreanos vivían dentro de Manchuria cuando la Federación Anarquista Coreana (FAC) declaró a la provincia de Shinmin autónoma y bajo administración de la Asociación del Pueblo Coreano en Manchuria (APCM). La estructura descentralizada y federativa que la asociación adoptó consistía en consejos de aldeas, consejos distritales y consejos de área, que funcionaron de una manera cooperativa para ocuparse de agricultura, de la educación, de las finanzas y de otros asuntos vitales. 
También instalaron y lideraron un ejército para luchar por la defensa de Shinmin a cargo del anarquista coreano Kim Jwa-jin que en principio tuvo grandes éxitos contra los ejércitos japonés y soviético usando las tácticas de guerrilla de golpear-correr. Secciones de la FAC en China, Corea, Japón y en otras parte dedicaron todas sus energías en busca del éxito de la rebelión de Shinmin, la mayor parte de ellos movilizándose hacia allá mismo. Ocupándose simultáneamente de las tentativas soviéticas de derrocar a la región autónoma de Shinmin y de las pretensiones imperialistas de Japón de reconquistar la región, los anarquistas coreanos fueron derrotados antes de 1931.